# Nikolai Alexandrowitsch Riesenkampff
Nikolai Alexandrowitsch Riesenkampff (russisch: Николай Александрович Ризенкампф; * 24. August 1832; † 21. Mai 1904 in Athen, beigesetzt in Piräus) war ein russischer Generalleutnant deutsch-baltischer Abstammung.

## Leben
Nikolai Alexandrowitsch trat 1854 seine Offizierslaufbahn im Pawlowschen Kadetten-Korps an und wurde als Fähnrich zur Kavallerie in den Kaukasus versetzt. Er nahm dort 1854, 1859 und von 1862 bis 1864 an Feldzügen teil. 1858 beförderte man ihn zum Leutnant, 1860 zum Oberleutnant und 1862 zum Kapitän, im gleichen Jahr nahm er seinen Dienst im Leibgarde Husaren-Regiment auf. Seine nächste Beförderung zum Rittmeister erfolgte 1864, gleichzeitig wurde er für besondere Aufgaben dem kaukasischen Oberbefehlshaber Großfürst Michael Nikolajewitsch Romanow zugeteilt. Im April 1869 avancierte er zum Oberst und trat in das 15. Drogunsky Twer-Regiment ein. Sein erstes Kommando erhielt er von 1874 bis 1880 als Regimentskommandeur des 14. Dragoner-Malorossiisk-Regiments. Unter gleichzeitiger Beförderung zum Generalmajor erhielt er 1880 das Kommando über die 2. Brigade der 1. Kaukasischen Kosaken-Division, die er dann über elf Jahre befehligte. Am 10. Juli 1891 wurde er zum Oberbefehlshaber der 5. Kavallerie-Division ernannt und zum Generalleutnant befördert.
Im Jahre 1892 kam es zwischen General Nikolai Alexandrowitsch von Riesenkampff und dem kaiserlichen Adjutanten General Alexander Pawlowitsch Swistunow sowie dem Kommandeur des 5. Armeekorps und General der Artillerie zu einem scharfen Disput, welcher schließlich wegen Beleidigungen und Handgreiflichkeiten zur Entlassung der drei Generale führte. Riesenkampff wurde am 7. November 1892 durch den Zaren Alexander III. unter Beibehaltung des Dienstgrades aus der kaiserlichen-russischen Armee entlassen. Nikolai A. von Riesenkampff zog sich in aller Stille nach Athen zu seiner ältesten Tochter zurück und starb am 8. Mai 1904, er wurde auf dem russischen Friedhof in Piräus beigesetzt.

## Auszeichnungen
- 1861 Russischer Sankt-Stanislaus-Orden 3. Klasse
- 1863 Russischer Orden der Heiligen Anna 3. Klasse mit Schwertern
- 1864 Russischer Sankt-Stanislaus-Orden 2. Klasse mit Schwertern
- 1869 Russischer Orden der Heiligen Anna 2. Klasse mit Kaiserkrone
- 1884 Orden des Heiligen Wladimir 3. Klasse
- 1887 Russischer Sankt-Stanislaus-Orden 1. Klasse
- 1890 Russischer Orden der Heiligen Anna 1. Klasse

## Herkunft und Familie
Nikolai v. R. stammte aus der deutsch-baltischen Adelsfamilie Riesenkampff genannt Rehekampf. Sein Vorfahre, Gustav Reinhold Riesenkampff (1658–1689), gründete die russisch-polnische Linie, die den Namen „Riesenkampff“ weiter führte, während die baltische Linie den Namen „Rehekampff“ annahm.
Sein Vater war Oberst Alexander von Riesenkampff (Александр Евстафьевич Ризенкампф, * 1802), der in Tiflis lebte. Nikolai heiratete Elisabeth Dobrjanski, ihre Nachkommen waren:
- Marie Rifaat von Riesenkampff (* 1867)
- Georg († als Kind)
- Alexander († als Kind)
- Johann († als Kind)